# 조종석 (정치인)
조종석(趙鍾奭, 1932년 1월 30일(음력) ~ 2004년 2월 20일, 충남 예산)은 대한민국의 경찰 출신 정치인이다.

## 학력
- 예산농업고등학교 졸업
- 건국대학교 행정학과 학사
- 건국대학교 행정대학원 석사

## 경력
- 1980년 6월 ~ 1980년 11월 : 치안본부 작전과장
- 1980년 11월 ~ 1981년 6월 : 치안본부 정보제2과장
- 1981년 6월 ~ 1982년 1월 : 치안본부 제4부 대공과장
- 1982년 1월 ~ 1983년 1월 : 치안본부 인사교육과장
- 1983년 1월 ~ 1985년 2월 : 전라남도 경찰국장
- 1985년 2월 ~ 1986년 1월 : 해양경찰대장
- 1986년 1월 ~ 1986년 10월 : 치안본부 제2부장
- 1986년 10월 ~ 1987년 5월 : 경기도 경찰국장
- 1987년 5월 ~ 1988년 5월 : 서울특별시 경찰국장
- 1988년 5월 ~ 1989년 5월 : 내무부 치안본부장
- 1996년 5월 ~ 1997년 4월 : 제15대 국회의원 (당선 무효)

## 역대 선거 결과
|  | 48.57% |

|  | 46.7% |